# Ragnall mac Ragnaill meic Imuir
Ragnall mac Ragnaill meic Imuir ou Ragnall ua Ímair (mort en 1035), connu également sous le nom de Ragnall mac Ragnaill,  est un roi de Waterford. Il semble y avoir régné de 1022 à 1035, l'année de sa mort.

## Famille

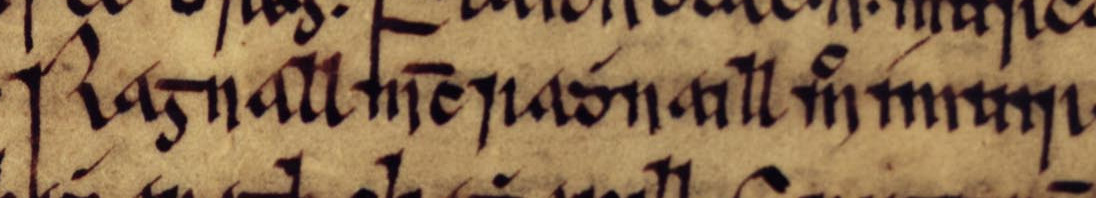
Le nom de Ragnall tel qu'il apparaît dans le folio 16v du MS Rawlinson B 488 (les Annales de Tigernach) de la Bibliothèque Bodléienne: "Ragnall mac Raghnaill meic Ímuir".

Ragnall semble être un descendant de Ímar, roi de Waterford (mort en 1000). Le père de Ragnall doit avoir été Ragnall mac Ímair, roi de Waterford (mort en 1018).Cette relation est indiquée par le patronyme ua Ímair; attribué à Ragnall par les Chroniques d'Irlande qui relèvent sa mort; et qui se réfère au père de Ragnall mac Ímair; le précité Ímar.

## Règne et mort

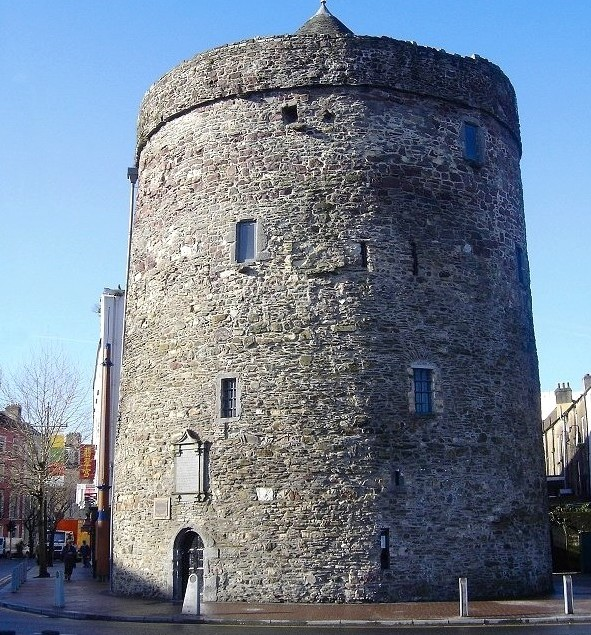
Bien que la tour de Reginald à Waterford ait été batie par les Anglo-Normands, il est très probable qu'elle le fut le site d'un fort de la période Viking, et elle semble porter le nom d'un des rois de Waterford qui portaient le nom de Ragnall (un patronyme proche de celui de Reginald et de Røgnvaldr).

On connait peu de chose sur le royaume de Waterford au début du XIe siècle. Ímar meurt en 1000. Son fils, le précité Ragnall mac Ímair, meurt alors qu'il est roi en 1018. Un autre fils de Ímar, Sitriuc mac Ímair, roi de Waterford est tué par le roi d'Osraige en 1022. Un frère apparent de Ragnall meurt en 1015. Ragnall lui-même semble avoir régné sur Waterford de 1022 à 1035. Les Annales des quatre maitres, les Annales de Tigernach, et les Annales d'Ulster relèvent qu'en 1035, Ragnall est tué par Sitriuc mac Amlaíb, roi de Dublin (mort en 1042).
L'année suivante, Sitriuc mac Amlaíb est expulsé du royaume de Dublin par Echmarcach mac Ragnaill (mort en 1064/1065). Comme l'origine de ce dernier est incertaine, s'il était apparenté à
Ragnall; qui serait peut-être son frère ou son fils cela signifierait que l'action menée par Echmarcach contre Sitriuc mac Amlaíb était destinée à venger sa mort. À l'encontre de cette hypothèse il est établi que Echmarcach, où sa parenté connue n'a aucun lien avec Waterford.
Quel que soit le cas, la chute de Ragnall constitue une importante rupture dans l'histoire de Waterford, et après cette date l'enclave tombe irrémédiablement dans les intrigues des Uí Briain et des Uí Cheinnselaigh. En fait, deux ans après son meurtre le roi de Waterford est un certain Cú Inmain ua Robann (mort 1037), qui porte apparemment un nom irlandais.